# Wynot
Wynot és una població dels Estats Units a l'estat de Nebraska. Segons el cens del 2000 tenia 191 habitants.

## Demografia
Segons el cens del 2000, Wynot tenia 191 habitants, 83 habitatges, i 52 famílies. La densitat de població era de 388,1 habitants per km².
Dels 83 habitatges en un 28,9% hi vivien nens de menys de 18 anys, en un 48,2% hi vivien parelles casades, en un 10,8% dones solteres, i en un 37,3% no eren unitats familiars. En el 32,5% dels habitatges hi vivien persones soles el 16,9% de les quals corresponia a persones de 65 anys o més que vivien soles. El nombre mitjà de persones vivint en cada habitatge era de 2,3 i el nombre mitjà de persones que vivien en cada família era de 3.
Per edats la població es repartia de la següent manera: un 26,2% tenia menys de 18 anys, un 6,3% entre 18 i 24, un 27,2% entre 25 i 44, un 18,8% de 45 a 60 i un 21,5% 65 anys o més.
L'edat mediana era de 40 anys. Per cada 100 dones de 18 o més anys hi havia 101,4 homes.
La renda mediana per habitatge era de 27.750 $ i la renda mediana per família de 38.750 $. Els homes tenien una renda mediana de 21.389 $ mentre que les dones 19.688 $. La renda per capita de la població era de 14.937 $. Cap de les famílies i el 3,4% de la població estaven per davall del llindar de pobresa.

## Poblacions més properes
El següent diagrama mostra les poblacions més properes.